# Purcelliana problematica
Purcelliana problematica là một loài nhện trong họ Gnaphosidae. Chúng thuộc chi đơn loài Purcelliana, được Mordecai Cubitt Cooke miêu tả năm 1964, thường xuất hiện ở Nam Phi.